# عقد 1160 هـ
عقد 1160 هـ هو الفترة بين عام 1160 إلى 1169 في التقويم الهجري، أي العشر سنوات السابعة من القرن الحادي عشر الهجري.